# والنتینوس
والنتینوس، (به انگلیسی: Valentinus)، (زاده ۱۰۰، درگذشته ۱۶۰میلادی) یک الهیات دان مسیحی مصری بود که در سده دوم میلادی زندگی کرده و به دلیل گنوستیک بودن مشهور است. والنتینوس، در دلتای نیل زاده شده و در اسکندریه آموزش دید.

والنتینیسم، مکتبی فلسفی گنوسیسم است که به وی می‌رسد. این مکتب یکی از جنبش‌های اصلی گنوستیکی بوده و گسترش بسیاری در سراسر امپراتوری روم پیدا کرده‌است.

والنتینوس، کتاب‌های بسیاری نوشته ولی تنها بخش‌هایی از آن باقی‌مانده‌است که بیشتر به صورت نقل قول‌هایی است که در نوشته‌های مخالفان و نقادان یافت می‌شود. امروزه تنها شکل تغییر کرده‌ای از دکترین‌های وی که بدست شاگردان وی تغییر کرده و گسترش یافته پیدا می‌شود.